# Curtara henesa
Curtara henesa är en insektsart som beskrevs av Delong 1979. Curtara henesa ingår i släktet Curtara och familjen dvärgstritar. Inga underarter finns listade i Catalogue of Life.